# EcoRV

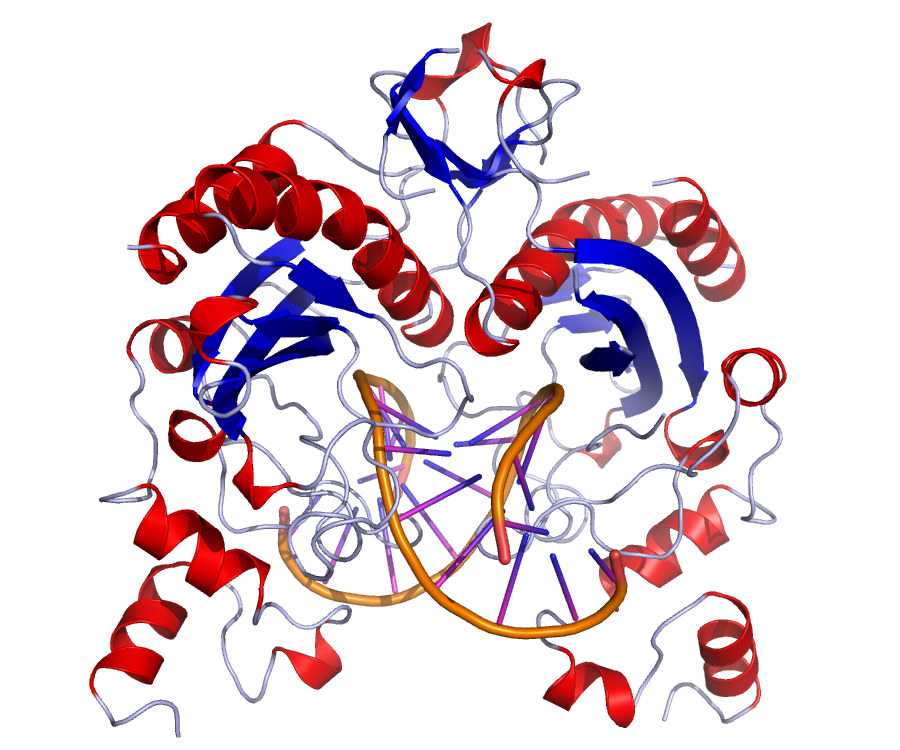
EcoRVの構造

EcoRV（えこあーるふぁいぶ）は、平滑末端を作り出すII型の制限酵素の代表的なものである。大腸菌（Escherichia coli）のR株から見つかった5番目の制限酵素である。

## 作用
遺伝子中の　5'-GATATC-3'　という6塩基配列を認識し、TとAの間に切れ目を入れ、切り口に平滑末端を作り出す。
EcoRVの切断パターン

```
 切断前の配列   　　　切断後の配列
 5'-GATATC-3'    5'-GAT　　ATC-3'
 3'-CTATAG-5'    3'-CTA　　TAG-5'
```